# グロースオストハイム
グロースオストハイム (ドイツ語: Großostheim, [ɡroːsˈ|ɔstha‿im]) は、ドイツ連邦共和国バイエルン州アシャッフェンブルク郡に属す市場町である。グロースオストハイムの住民は自らを「Äisdemer」、町自体を「Oustem」と称する。

## 地理

### 位置
グロースオストハイムは、バイエルンのウンターマイン、オーデンヴァルトの北東端に位置している。首邑とプフラウムハイム地区およびヴェーニヒウムシュタット地区をヴェルツバッハ川が流れている。この川はクライン＝ウムシュタットで湧出し、シェーンブッシュ公園を通ってマイン川に合流する。

### 自治体の構成
グロースオストハイムは、4つの地区からなる。リングハイムは古くからこの町の一地区となっており、面積はグロースオストハイム地区に組み込まれている。プフラウムハイムとヴェーニヒウムシュタットは1978年5月1日の市町村再編によりこの町の地区となった。
| 地区名                     | 地区名                     | 面積 (ha)                        | 人口（人） 2007年1月1日現在 | 座標                                                             |
| -------------------------- | -------------------------- | -------------------------------- | --------------------------- | ---------------------------------------------------------------- |
| グロースオストハイム       | Großostheim                | 2,717.59                         | 8,296                       | 北緯49度55分00秒 東経09度05分00秒 / 北緯49.91667度 東経9.08333度 |
| プフラウムハイム           | Pflaumheim                 | 818.54                           | 2,847                       | 北緯49度54分32秒 東経09度03分34秒 / 北緯49.90889度 東経9.05944度 |
| リングハイム               | Ringheim                   | グロースオストハイムに包含される | 3,317                       | 北緯49度55分50秒 東経09度02分08秒 / 北緯49.93056度 東経9.03556度 |
| ヴェーニヒウムシュタット   | Wenigumstadt               | 895.11                           | 2,002                       | 北緯49度53分36秒 東経09度02分29秒 / 北緯49.89333度 東経9.04139度 |
| グロースオストハイム町全体 | グロースオストハイム町全体 | 4,431.24                         | 16,462                      | 北緯49度55分00秒 東経09度05分00秒 / 北緯49.91667度 東経9.08333度 |

### 隣接する市町村
グロースオストハイムは、北はシュトックシュタット・アム・マイン（アシャッフェンブルク郡）、北東はアシャッフェンブルク、東はニーデルンベルク、南はメムリンゲン（ともにミルテンベルク郡）、西はシャーフハイム、北西はバーベンハウゼン（ともにダルムシュタット＝ディーブルク郡）と境を接している。
この市場町は、シュトックシュタット・アム・マインと隣接するヘッセン州の町シャーフハイムとともに、歴史上の地区バッハガウを形成している。

## 地名

### 語源
グロースオストハイムという名称は、古高ドイツ語の単語 ost と heima からなる。これらは現代標準ドイツ語の Osten（東）と Heim（家）にあたる。接頭語の Groß は、隣接するクラインオストハイムと区別するために付けられたものである。クラインオストハイムは、方角による命名ではなく、人名に由来する地名である。

### 歴史的表記
様々な史料や文献上の、この集落の古い表記は以下のものがある:
- 780年　Ostheim
- 1774年　Groß Ostheim
- 1867年　Großostheim

## 歴史

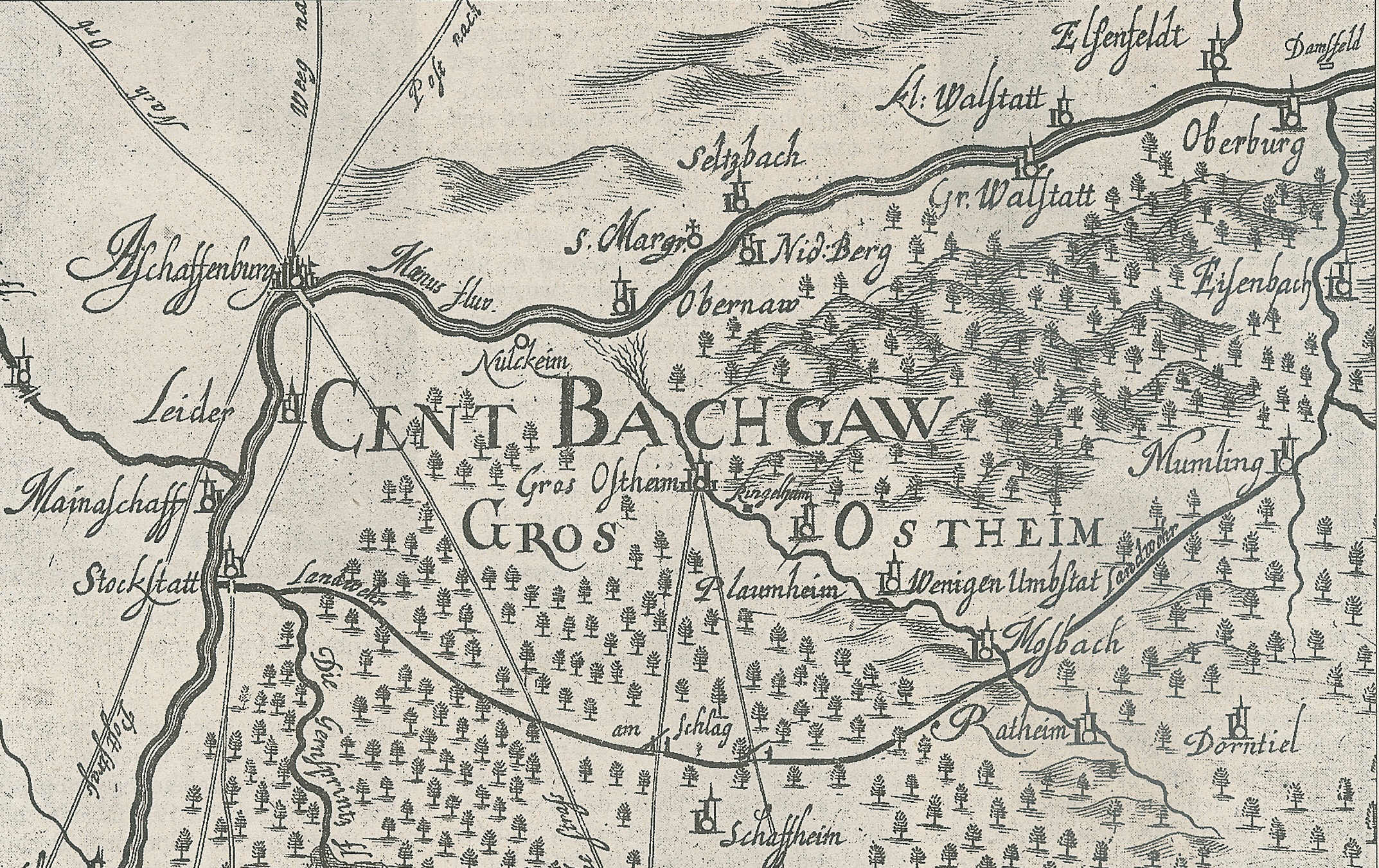
1695年ニコラウス・パーソンによるバッハガウの地図

17世紀以降グロースオストハイムと呼ばれることになる「オストハイム」は、780年から799年の間に作成されたフルダ修道院の文書に初めて記録されている。オストハイムは、その最初の記録以降、1278年にバッハガウ全域とともにマインツ選帝侯領となる以前は様々な領主の勢力範囲に属した。
マインツ大司教の旧代官領（1782年まで）は、1803年にカール・テオドール・フォン・ダールベルクによって新たに創設されたアシャッフェンブルク侯領に属し、1814年のパリ条約によってフランクフルト大公国の一部としてバイエルン王国領となった。
バイエルンの行政改革に伴う1818年の自治体令により現在の自治体が形成された。
1862年7月1日、ベツィルクスアムト・アシャッフェンブルクが創設され、グロースオストハイムはその行政管轄地域に含まれた。1939年にドイツ国全体で「ラントクライス」（郡）という呼称が採用され、グロースオストハイムは旧アシャッフェンブルク郡の33市町村の1つとなった。この旧郡は、1972年7月1日にアルツェナウ・イン・ウンターフランケン郡と統合され新たなアシャッフェンブルク郡となった。

### 町村合併
1978年5月1日にそれまで独立した自治体であったプフラウムハイムとヴェーニヒウムシュタットがこの町に合併した。

## 行政

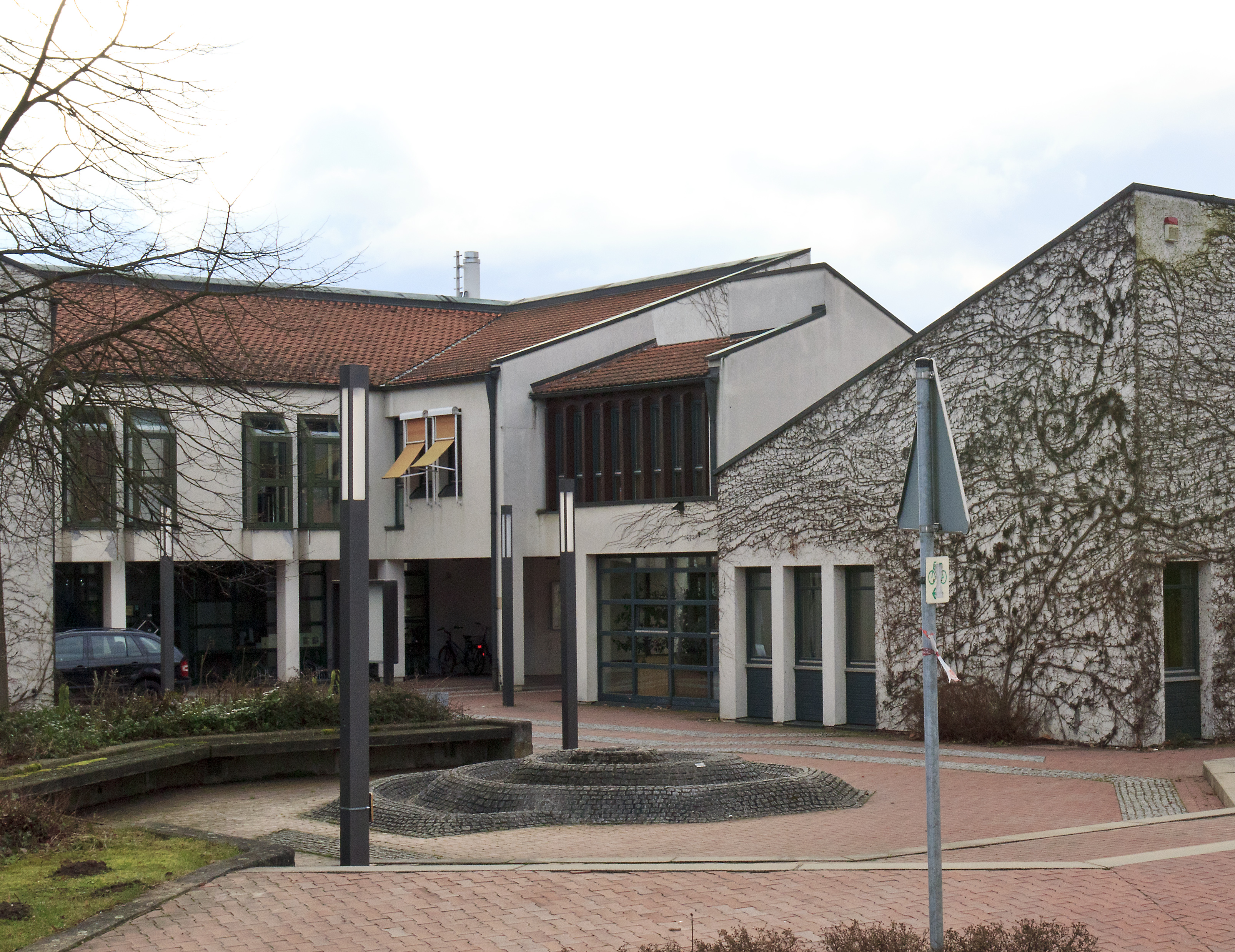
グロースオストハイムの町役場

### 町議会
2014年3月16日の選挙以降、グロースオストハイムの町議会は 24議席で構成されている。この選挙の投票率は 54.87 % であった。

### 首長
2014年4月30日までハンス・クルーク (CSU) が町長を務めたが、この年の選挙には高齢のため立候補しなかった。彼の後継者ヘルベルト・ヤーコプ (CSU) は、この選挙で 67.3 % の票を獲得して新たな町長に選出された。

### 紋章
図柄: 金地と黒地に上下二分割。上部は跳ねる黒い雄ヤギの半身。下部は 2枚と 1枚が上下に配置された銀のクローバーの葉。
解説: 18世紀までグロースオストハイムは単にオストハイムと呼ばれていた。グロースオストハイムという名称は、1774年に初めて現れる。1911年1月17日に摂政ルイトポルトによって承認され、それ以後使われていた紋章は、現存しない17世紀の印章と、シャット・フォン・オストハイムを名乗ったシャット家の家紋からその意匠を採っている。シャット家は1581年に断絶した。この一族は何百年もの間バッハガウに住んでおり、オストハイムはその十分の一税徴税管区に属していた。クローバーの葉はバッハガウに影響力を持っていた別の一族であるクレビツ・フォン・ナルバッハ家の紋章から採られた。しかし、この家門の主要な所領はクラインヴァルシュタットおよびグロースヴァルシュタットにあった。クレビツはシャット家と結婚し、その一員となった。このため両家の紋章を組合せ、1910年に街の紋章にした。

### 姉妹都市
- アルヘア・オリンビア（ギリシア、イリア県）2001年
- カルボン＝ブラン（フランス語版、英語版）（フランス、ジロンド県）
- ソーユール＝シュル＝モゼロット（フランス語版、英語版）（フランス、ヴォージュ県）
- アモワール（フランス語版、英語版）（ベルギー、リエージュ州）[9]

## 文化と見所

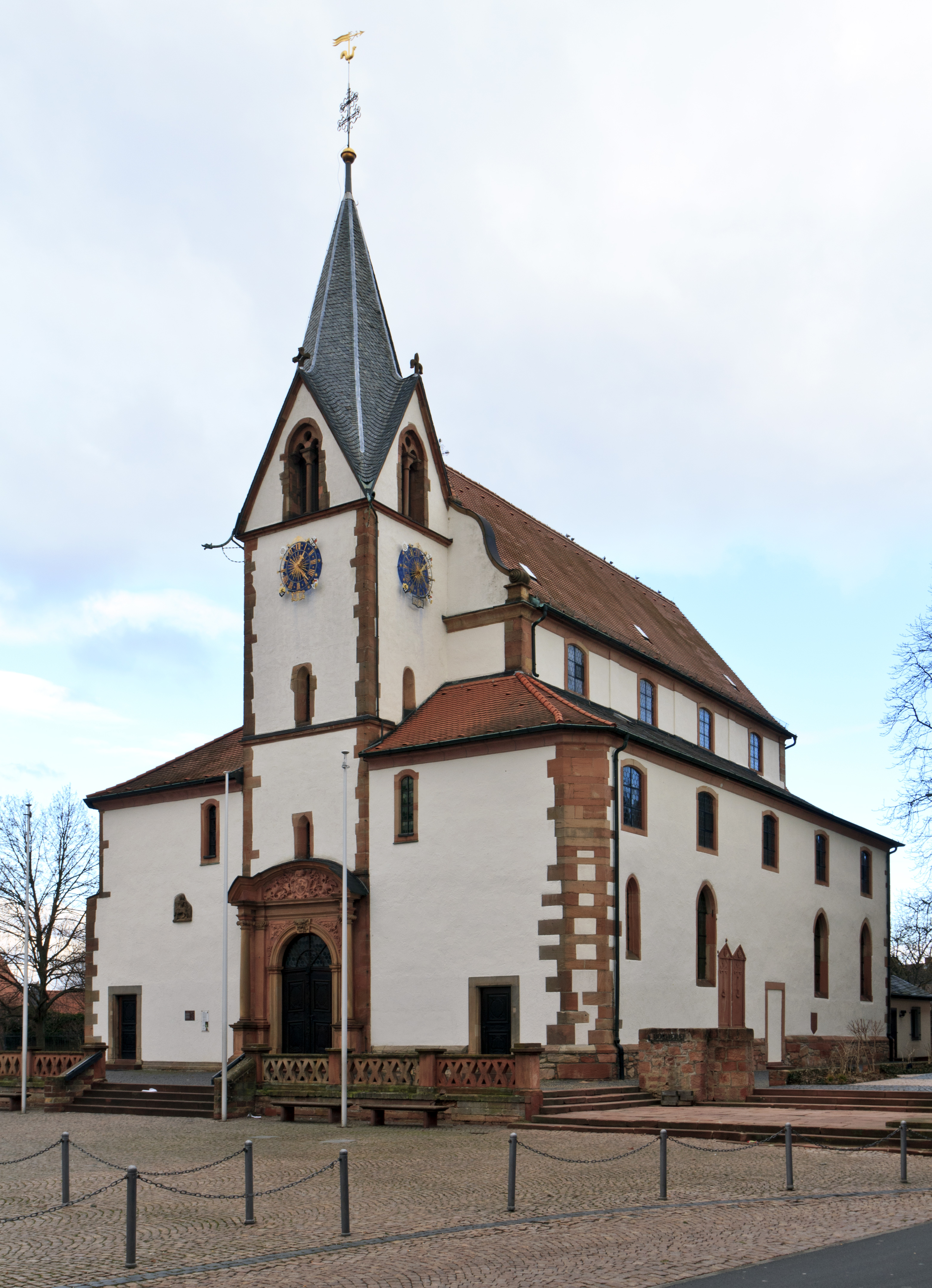
聖ペテロおよびパウロ教会

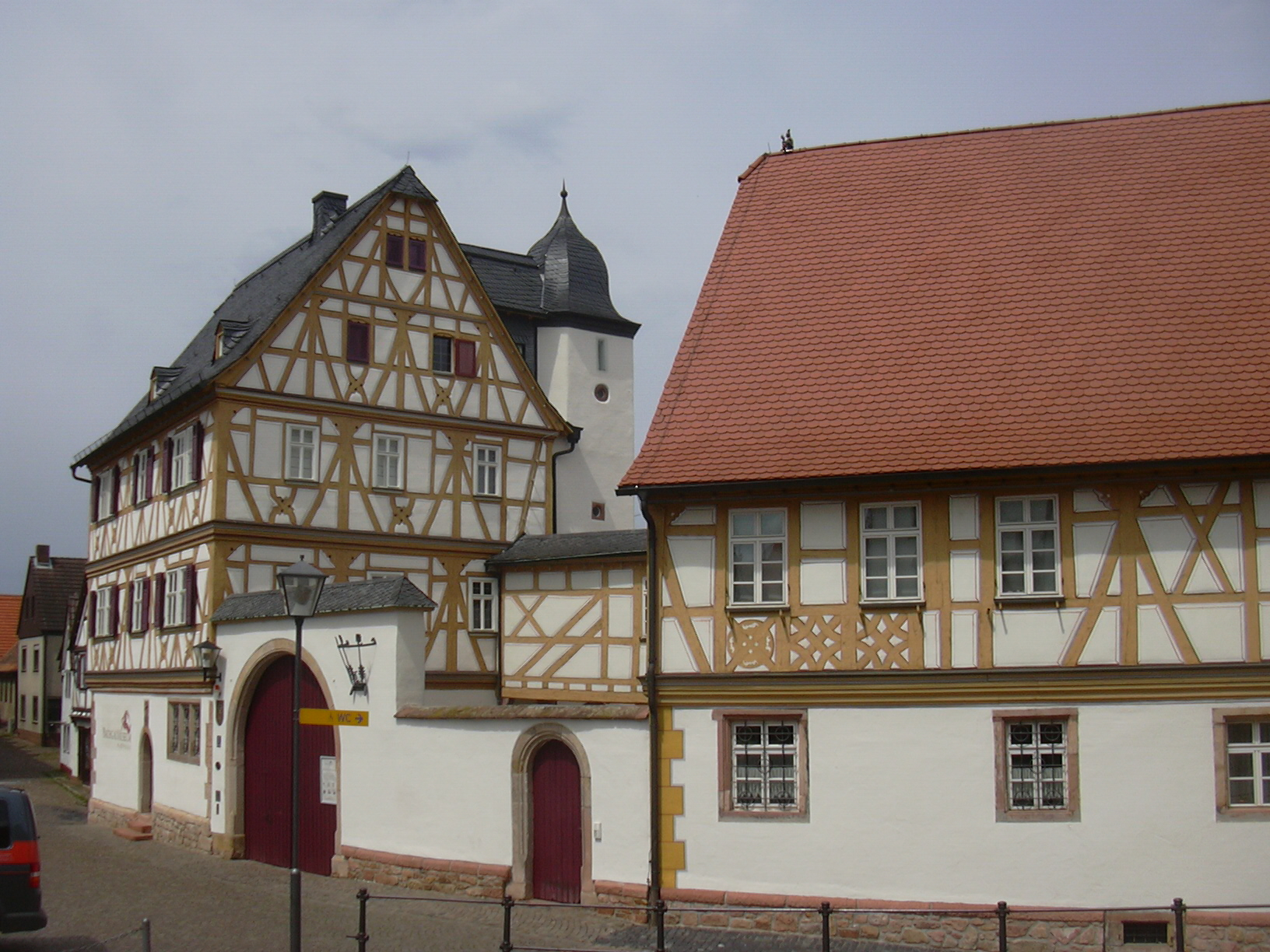
ネーティヒ＝グート

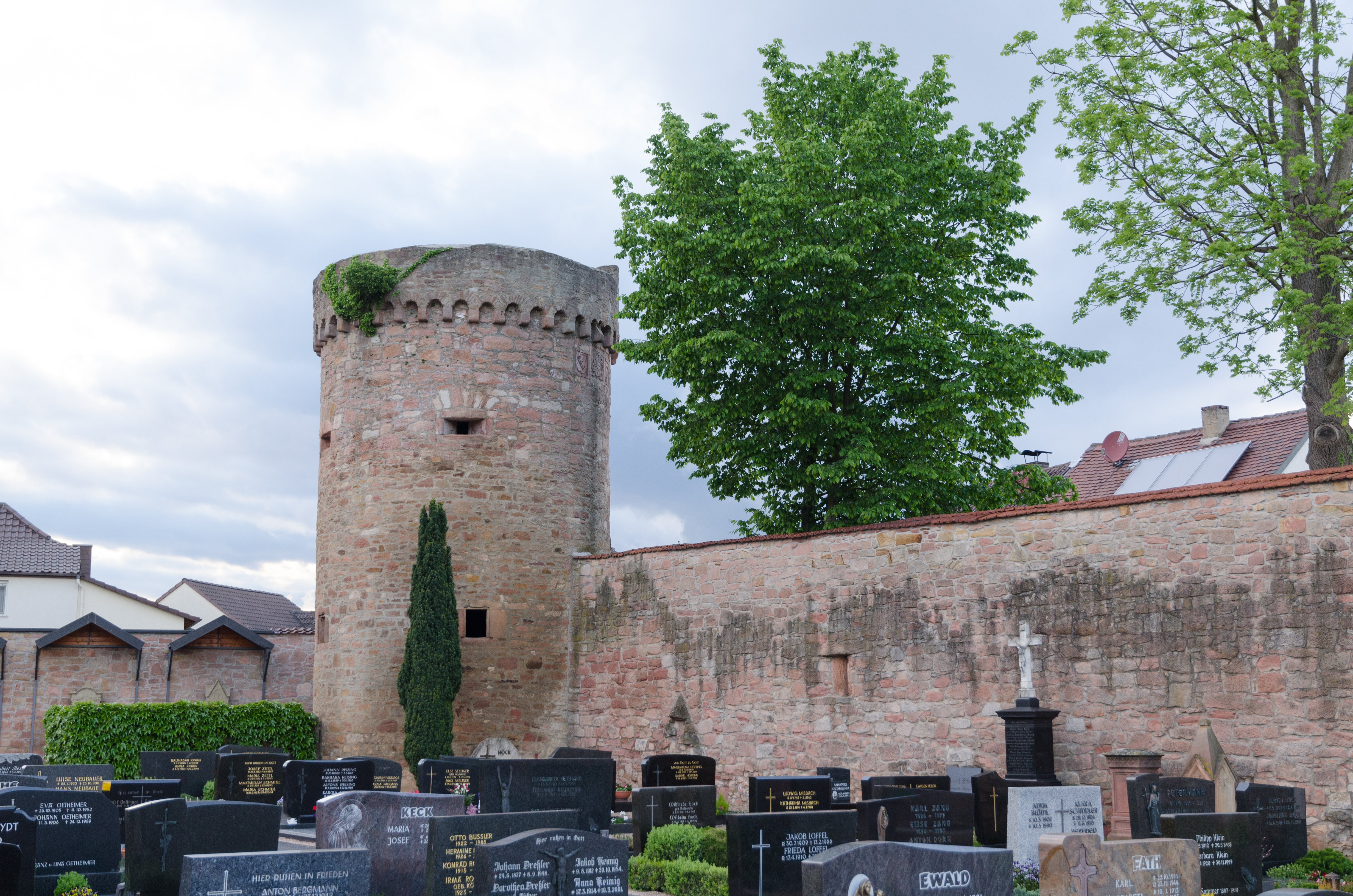
旧市壁とシュトゥンプファー塔

- カトリックの教区教会聖ペテロおよびパウロ教会は、ティルマン・リーメンシュナイダー作のピエタ像（1515年）を有している。この像は、ヘッセンタールの巡礼教会にある初期作品と、肖像上あるいは様式上の類似を示している。
- マインツの聖堂参事会首席の旧レーエン邸宅（1537年 – 1629年）ネーティヒ＝グートには現在、バッハガウ博物館と音楽学校が入居している。博物館の展示は、19世紀のこの地域の手工業と農業に重点が置かれている。
- 16世紀から18世紀の木組み建築が、マルクト広場、マルクトガッセ、カンツライ通り周辺の街の中心部やハール通り、ブライテ通りに存在している。148棟の保護文化財家屋（2007年現在）を有する点は、アシャッフェンブルク郡最多である。
- 都市防衛施設は19世紀に破壊されたが、シュピッツァー塔（地下牢がある牢獄塔）、シュトゥンプファー塔（火薬塔）、魔女の塔（1602年から1603年にマインツ選帝侯領で流行した魔女信仰で、11人の女性が犠牲となった）と、グラーベン通りの約 2 km の長さの市壁跡が遺っている。
- グロースオストハイムには 3つの礼拝堂がある。地元の蹄鉄工ペーター・ドリッペルによって、手工業の守護聖人聖エリギウス（ドイツ語版、英語版）に献げる礼拝堂が1517年に建設された。「フラウホイシェン」（女性の小屋）と呼ばれるのは、マリエン礼拝堂（15世紀末）である。十字架礼拝堂の重要な備品がハンス・バッコフェン（ドイツ語版、英語版）の創作末期、1513年に制作されたキリスト磔刑群像である[10]。
- プフラウムハイムには、バッハガウで最も古い役場が遺されている。この木組み建築は1548年に建設された（1981年に修復）。2015年に交通事故でこの役場は甚大な損傷を負い、それ以後一部が崩れたままになっている[11]。
- ヴェーニヒウムシュタットには、様式上これに類似した1584年建造の旧役場が遺されている。
- グロースオストハイムは、アインハルツヴェーク沿いに位置している。全長 77 km のこの遊歩道・自転車道は、バート・ケーニヒからハーナウまでカール大帝の事蹟をたどる道である。
- この遊歩道・自転車道沿い周辺には、16世紀から18世紀の 36基のビルトシュトック（ドイツ語版、英語版）（路傍のキリスト十字架像）が設置されている。
- グロースオストハイムでは、1987年から1988年までのテレビシリーズ「Mit Leib und Seele」（直訳すると「体と心で」）が撮影された。作品中この町はエーバーフェルトと呼ばれている。

- 聖ペテロおよびパウロ教会のリーメンシュナイダー作ピエタ像
- 木組みの家が並ぶグロースオストハイムのマルクト広場
- シュピッツァー塔
- 魔女の塔
- 聖十字架礼拝堂

## 経済と社会資本

### 経済と農林業
1998年の統計では、社会保険支払い義務のある労働者 85人が農林業、2,427人が製造業、1,067人が商業および交通業に従事していた。この他の経済分野には 910人が就労していた。この町に住む社会保険支払い義務のある労働者の合計は 5,627人であった。加工業者が 9社、建設業者が 14社あった。さらに1999年には、84社の農業業者が、2,656 ha の農地で作業に従事していた。このうち、2,428 ha が耕地、193 ha が緑地であった。ここには、ブルワリーや多くのワイン業者があり、あわせて 34 ha の耕作地を利用していた。

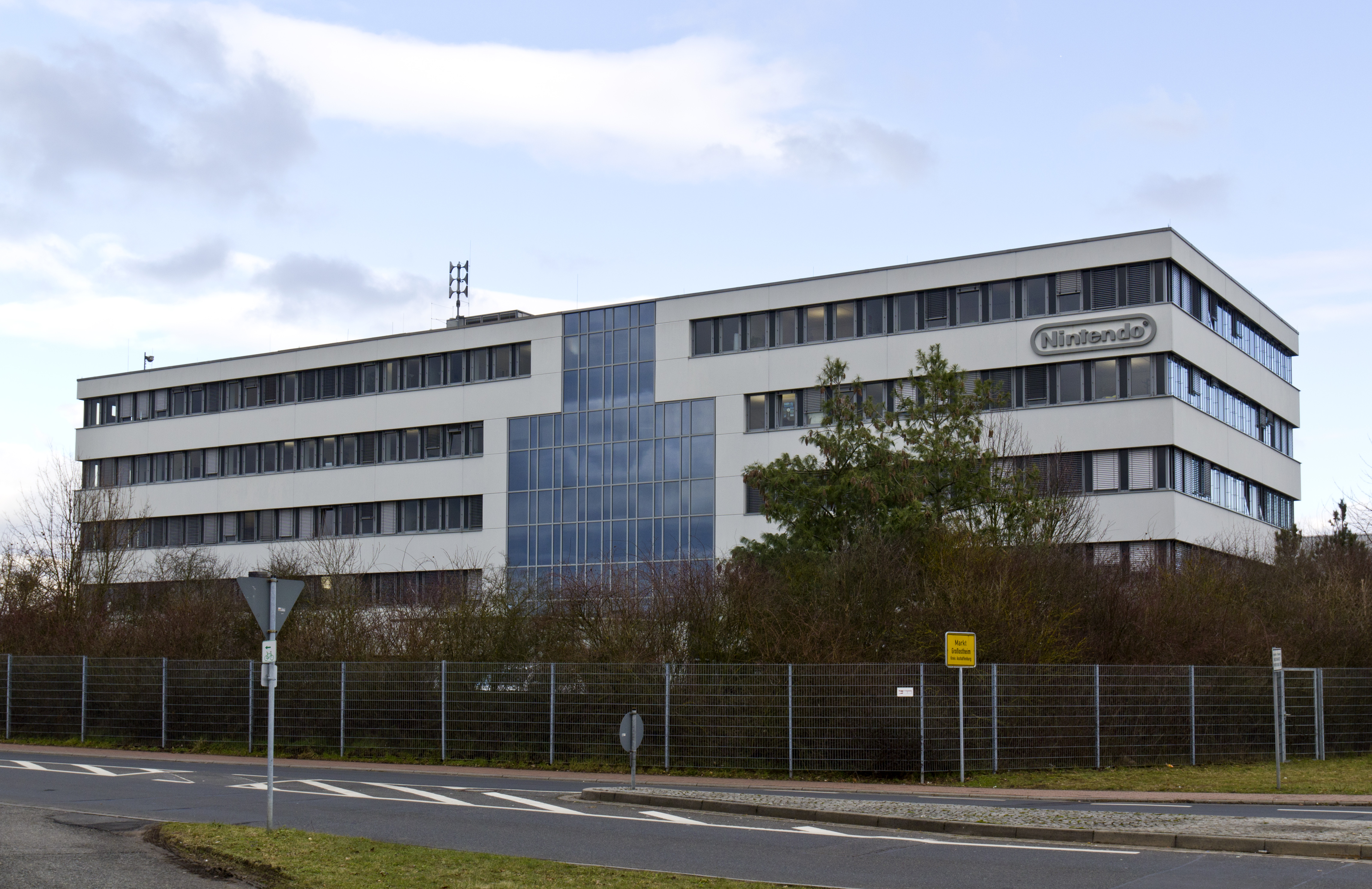
任天堂ヨーロッパ・センター

最も有名な企業が、任天堂のヨーロッパセンターであった。2014年に、この職場の閉鎖が発表された。当時 430人の職員のうち約 130人が職を失い、残った人はフランクフルトの職場に移された。食肉加工業者のザロモン・フードワールドもグロースオストハイムにある。この他にオーウェン・マムフォードのドイツ支社もこの町にある。E-バイク・カフェは、2010年からドイツ全土で電動自転車や電動スクーターを販売している。グロースオストハイムには、エーダー＆ハイランツ・ブラウエライ（ブルワリー）がある・ここでは、2009年に約3000万リットルのビールが生産された。このブルワリーで最も有名で、最も売れているビールは「シュラッペゼッペル」というブランドである。
2013年3月に、バッハガウ地方のエネルギー転換を促進するためのエネルギー協同組合ビュルガーエネルギー・バッハガウ eG が設立された。この協同組合の目標は、この地方における再生可能エネルギーの継続的獲得とその分配と販売である。220人の会員への説明によれば、この協同組合は2013年10月にすでに最初の2つのプロジェクト、すなわち町有地における2つの太陽光発電施設の運営を開始している。

### 交通
グロースオストハイムは、アウトバーン A3号線近傍、連邦道 B469号線および B26線沿いに位置している。リングハイム市区には交通飛行場に分類されるアシャッフェンブルク飛行場がある。フランクフルト空港へは 47 km の距離がある。
公共交通機関として4つのバス路線が利用できる。
- 53番路線: アシャッフェンブルク – グロースオストハイム – リングハイム – シャーフハイム – バーベンハウゼン
- 54番路線: アシャッフェンブルク – グロースオストハイム – プフラウムハイム – ヴェーニヒウムシュタット – モスバッハ – ラートハイム – シャーフハイム – バーベンハウゼン
- 55番路線: アシャッフェンブルク – グロースオストハイム – プフラウムハイム – メムリンゲン – オーベルンブルク
- 56番路線: グロースオストハイム – ニーデルンベルク – ズルツバッハ

アシャッフェンブルクでは、マイン＝シュペッサルト鉄道でフランクフルトおよびヴュルツブルクへ、ライン＝マイン鉄道でダルムシュタット、マインツ、ヴィースバーデンへ、マインタール鉄道でミルテンベルクにアクセスできる。また、バーベンハウゼンではライン＝マイン鉄道の他に、グロース＝ウムシュタット＝ヴィーベルスバッハからハーナウやフランクフルトに至るオーデンヴァルト鉄道にも接続する。
特に通勤時間帯にアシャッフェンブルク方面へのひどい渋滞が発生することから、1974年に旅客運行を停止したバッハガウ鉄道をグロースオストハイムまで復活させる努力がグロースオストハイムとアシャッフェンブルクでなされている。

### 教育
多くの幼稚園、基礎課程・本課程学校、および2012年から実科学校 1校が町内にある。アシャッフェンブルク市民大学は定期的にコースを設けており、2校の音楽学校も教育機会を提供している。

## その他
18世紀にフランスから「Beurre gris」として導入された、頑丈で病気抵抗性の高い生食用の洋梨 (Birne) 品種「グーテ・グラウエ」は、グロースオストハイムの畑で多く栽培されている。この果実は主に乾燥フルーツに加工され、冬の食卓を豊かにする。このため、近隣の住民たちは、グロースオストハイムの住民に「Aisdemir Grohbirn」という渾名をつけた。クラインオストハイムは、方言で「Goubern」と呼ばれており、毎年夏に Groubern-Grobirnフェスト を開催している。
かつてニンテンドー・オブ・ヨーロッパの本社があったことから、いくつかのビデオゲームにこの町に言及している。シークレット・オブ・エヴァーモアのドイツ語版では、主人公の故郷はグロースオストハイムと呼ばれている。ペーパーマリオ:「永遠の門の伝説」では、ドイツ語翻訳家が、寒くて雪に覆われた村をグロースフロストハイム（Großfrostheim: この町の名前である Großostheimと「寒さ」を意味するドイツ語 Frost とを組み合わせた名称で、直訳すると「ひどい寒さの家」という意味になる）と名付ける。

## 人物

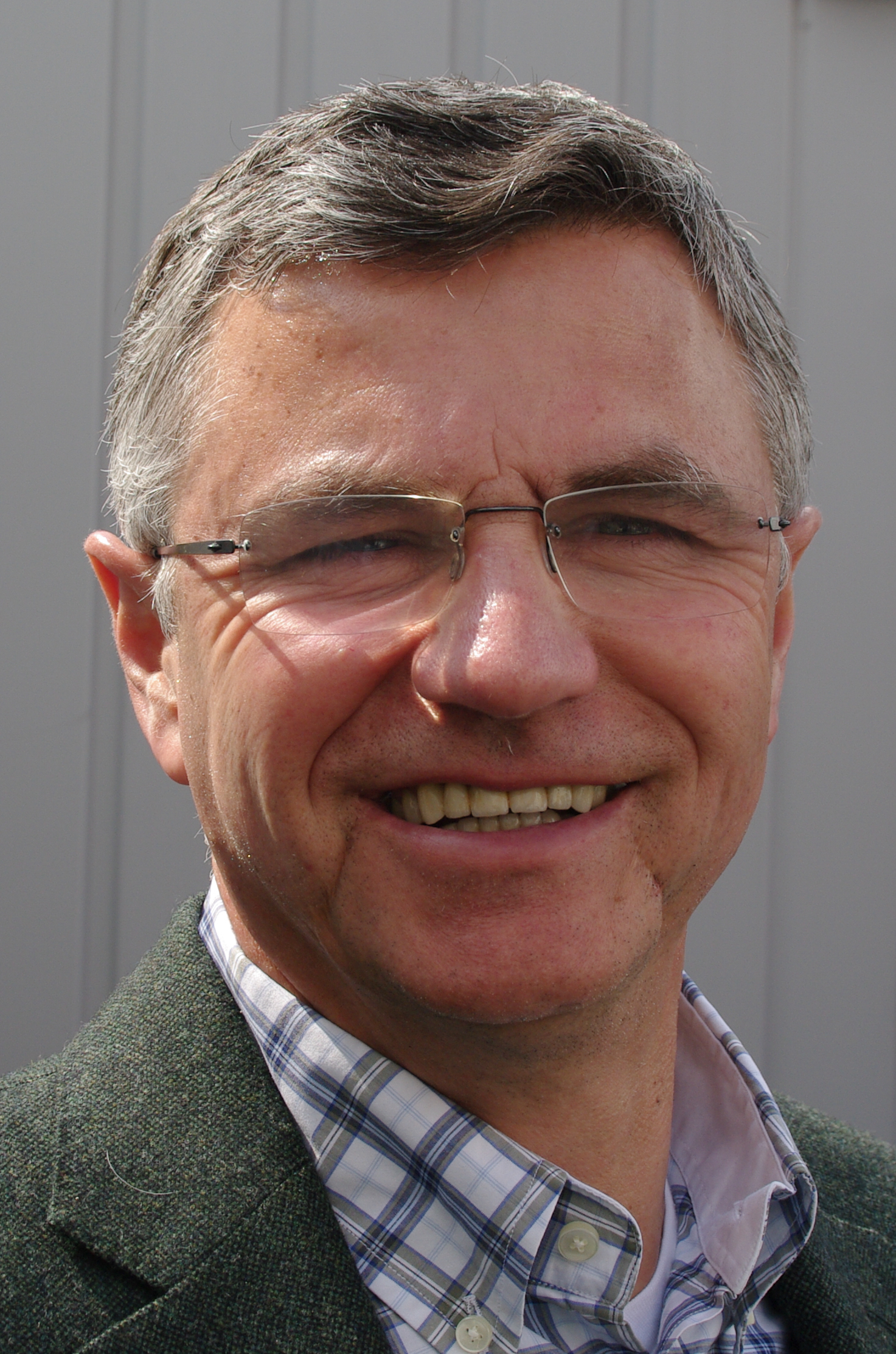
オットー・ベッカー

### 出身者
- オットー・ベッカー（ドイツ語版、英語版）（1958年 - ）障害飛越競技選手。2000年シドニーオリンピック団体金メダリスト、アテネオリンピック団体銅メダリスト

## 引用
1. ↑  https://www.statistikdaten.bayern.de/genesis/online?operation=result&code=12411-003r&leerzeilen=false&language=de Genesis-Online-Datenbank des Bayerischen Landesamtes für Statistik Tabelle 12411-003r Fortschreibung des Bevölkerungsstandes: Gemeinden, Stichtag (Einwohnerzahlen auf Grundlage des Zensus 2011)
2. ↑  Max Mangold, ed (2005). Duden, Aussprachewörterbuch (6 ed.). Dudenverl. p. 377. ISBN 978-3-411-04066-7
3. ↑  Bayerische Landesbibliothek Online - Großostheim（2015年9月23日 閲覧）
4. 1 2  Wolf-Armin Frhr. v. Reitzenstein: Lexikon fränkischer Ortsnamen. Herkunft und Bedeutung. C.H.Beck, München 2009, ISBN 978-3-406-59131-0, S. 90.
5. ↑  Statistisches Bundesamt (Hrsg.): Historisches Gemeindeverzeichnis für die Bundesrepublik Deutschland. Namens-, Grenz- und Schlüsselnummernänderungen bei Gemeinden, Kreisen und Regierungsbezirken vom 27. 5. 1970 bis 31. 12. 1982. W. Kohlhammer GmbH, Stuttgart und Mainz 1983, ISBN 3-17-003263-1, S. 736.
6. ↑  バイエルン州統計局: Kommunalwahlen in Bayern am 16. März 2014 - Landkreis 671 Aschaffenburg（2015年9月24日 閲覧）
7. ↑  バイエルン州統計局: Erste Bürgermeister/-innen und Oberbürgermeister/-innen in den kreisangehörigen Gemeinden（2015年9月25日 閲覧）
8. ↑  Was bedeuten die Kleeblätter in: Wolfgang Hartmann: 1200 Jahre Großostheim, Großostheim 1999.
9. ↑  Großostheim - Partnergemeinden（2015年9月25日 閲覧）
10. ↑  Ewald Lang: 500 Jahre Kreuzkapelle Großostheim. In: Der Odenwald. Zeitschrift des Breuberg-Bundes, 62. Jahrgang, Heft 2, Juni 2015, ISSN 0029-8360, S. 59−70.
11. ↑  Pkw gegen Gebäudemauer – Fahrer leicht verletzt, バイエルン警察庁 2015年3月28日付け（2015年9月25日 閲覧）
12. ↑  Nintendo schließt Standort in Großostheim, heise online 2014年6月7日付け（2015年9月25日 閲覧）
13. ↑  Hintergrund: Das neue Lager der Eder- und Heylands-Brauerei, Main-Echo
14. ↑  Energiegenossenschaft im Bachgau gegründet Bachgau-Bote 10/2013.
15. ↑  BürgerEnergie Bachgau eG（2015年9月25日 閲覧）
16. ↑  Breites Bündnis für die Bachgau-Bahn, Main-Echo（2015年9月25日 閲覧）
17. ↑  Großostheim - Schulen（2015年9月25日 閲覧）